# Alibertia duckei
Alibertia duckei är en måreväxtart som beskrevs av Paul Carpenter Standley. Alibertia duckei ingår i släktet Alibertia och familjen måreväxter. Inga underarter finns listade i Catalogue of Life.